# 日海神石
日海神石（學名：Soliclymenia），又名硬盾菊石，是生存於晚泥盆紀的一屬菊石。生活在中等深度的海域，其殼形說明了牠們待在海底的時間很長。

## 特徵
日海神石是一種殼形十分特別的菊石，明顯反捲的殼盤捲成線條分明的三角形，有寬闊的核心和圓形的腹面。單一肋條很緊密，骨縫則十分簡單。

## 外部連結
- Soliclymenia in the Paleobiology Database